# Lempdes-sur-Allagnon
Lempdes-sur-Allagnon is een gemeente in het Franse departement Haute-Loire (regio Auvergne-Rhône-Alpes). De plaats maakt deel uit van het arrondissement Brioude. Lempdes-sur-Allagnon telde op 1 januari 2022 1.305 inwoners. 

## Geografie
De oppervlakte van Lempdes-sur-Allagnon bedroeg op 1 januari 2022 10,4 vierkante kilometer; de bevolkingsdichtheid was toen 125,5 inwoners per km².

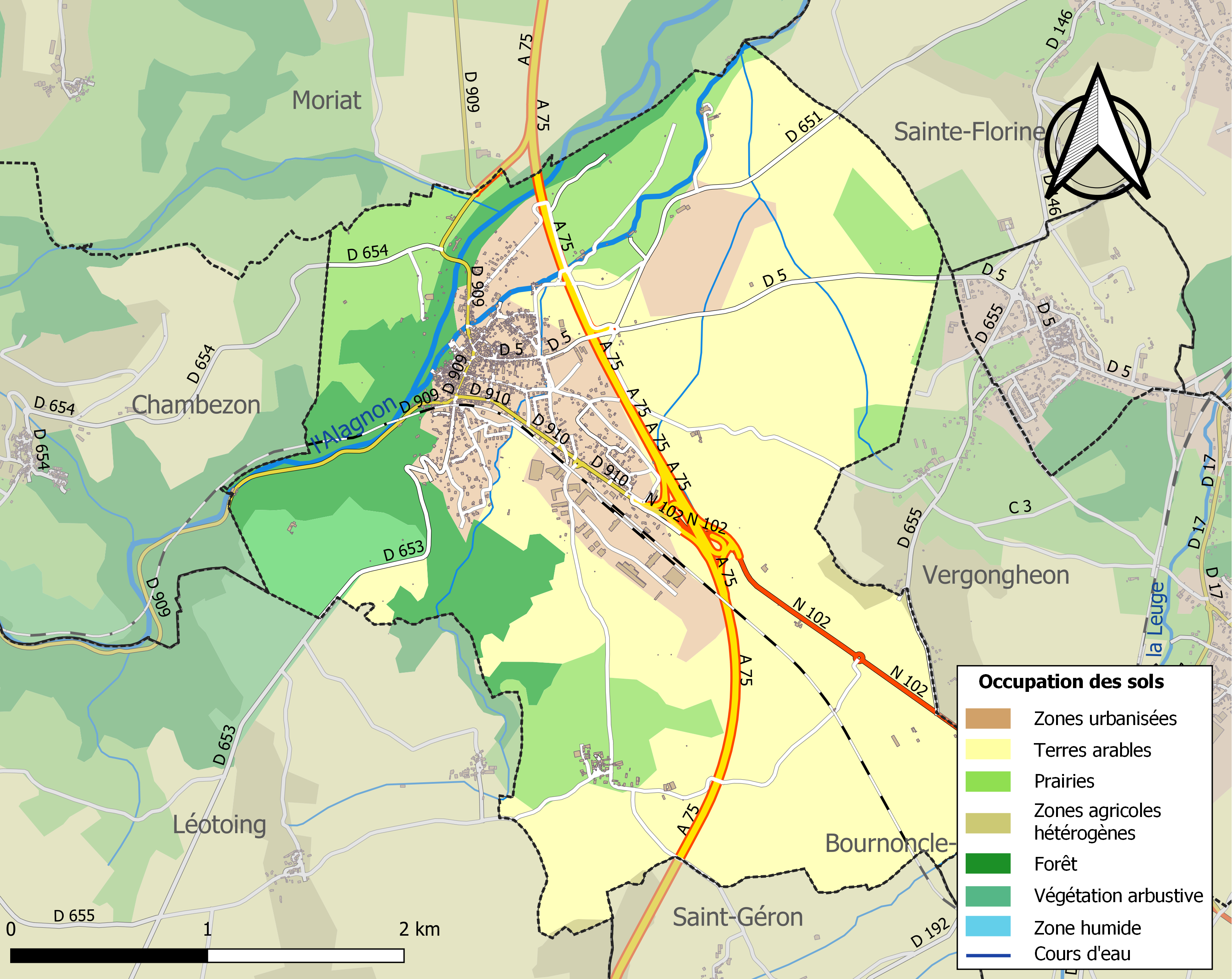
Kaart van de gemeente met de belangrijkste infrastructuur, bodemgebruik en omliggende gemeenten

## Demografie
Onderstaande figuur toont het verloop van het inwonertal (bron: INSEE-tellingen).

## Foto's

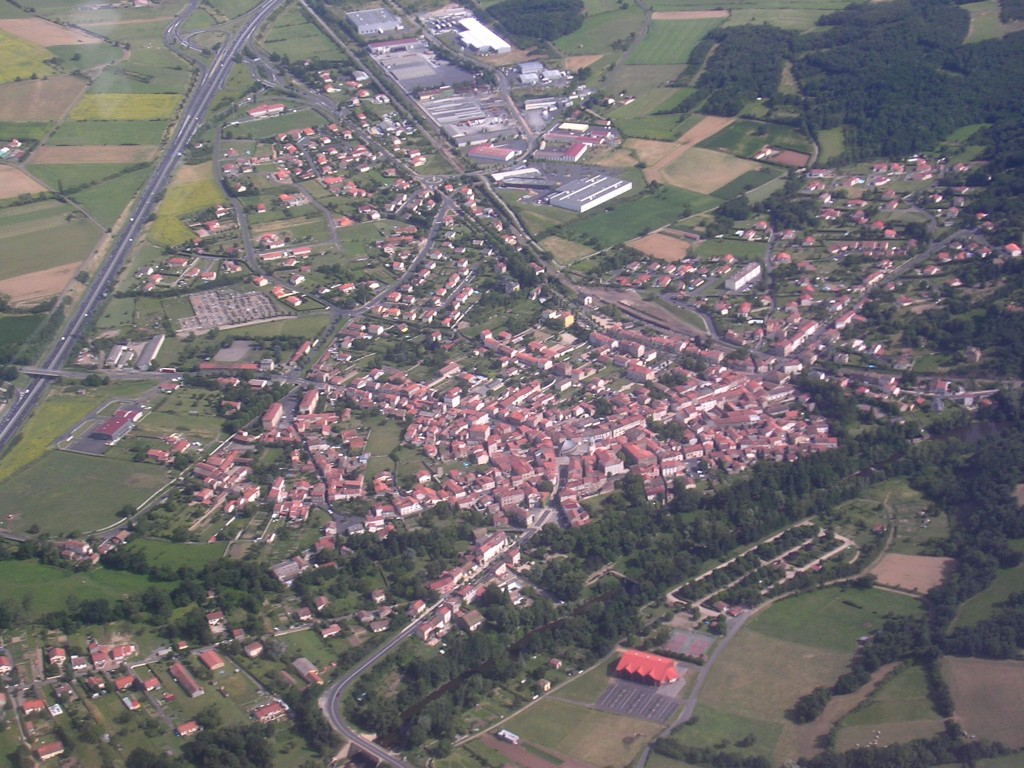
Luchtfoto Lempdes
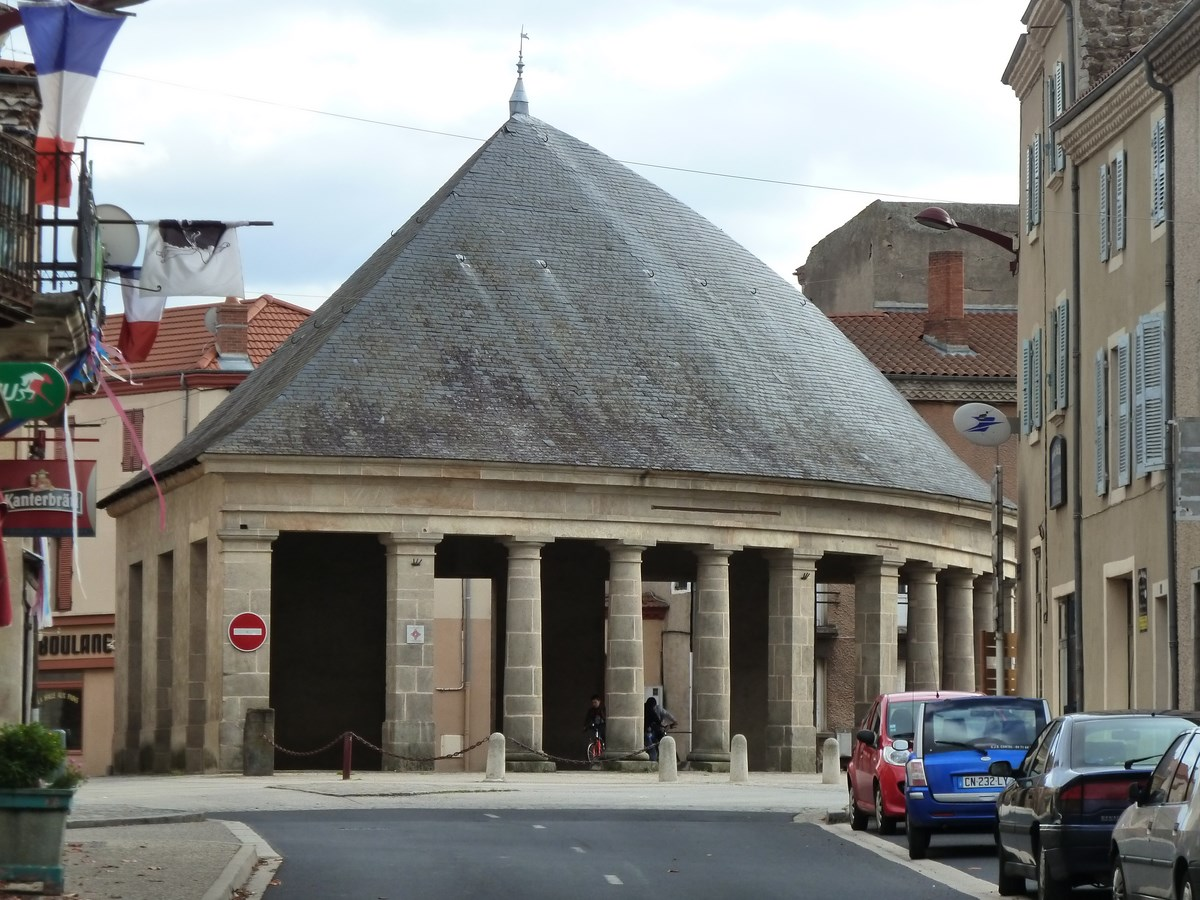
Markthal
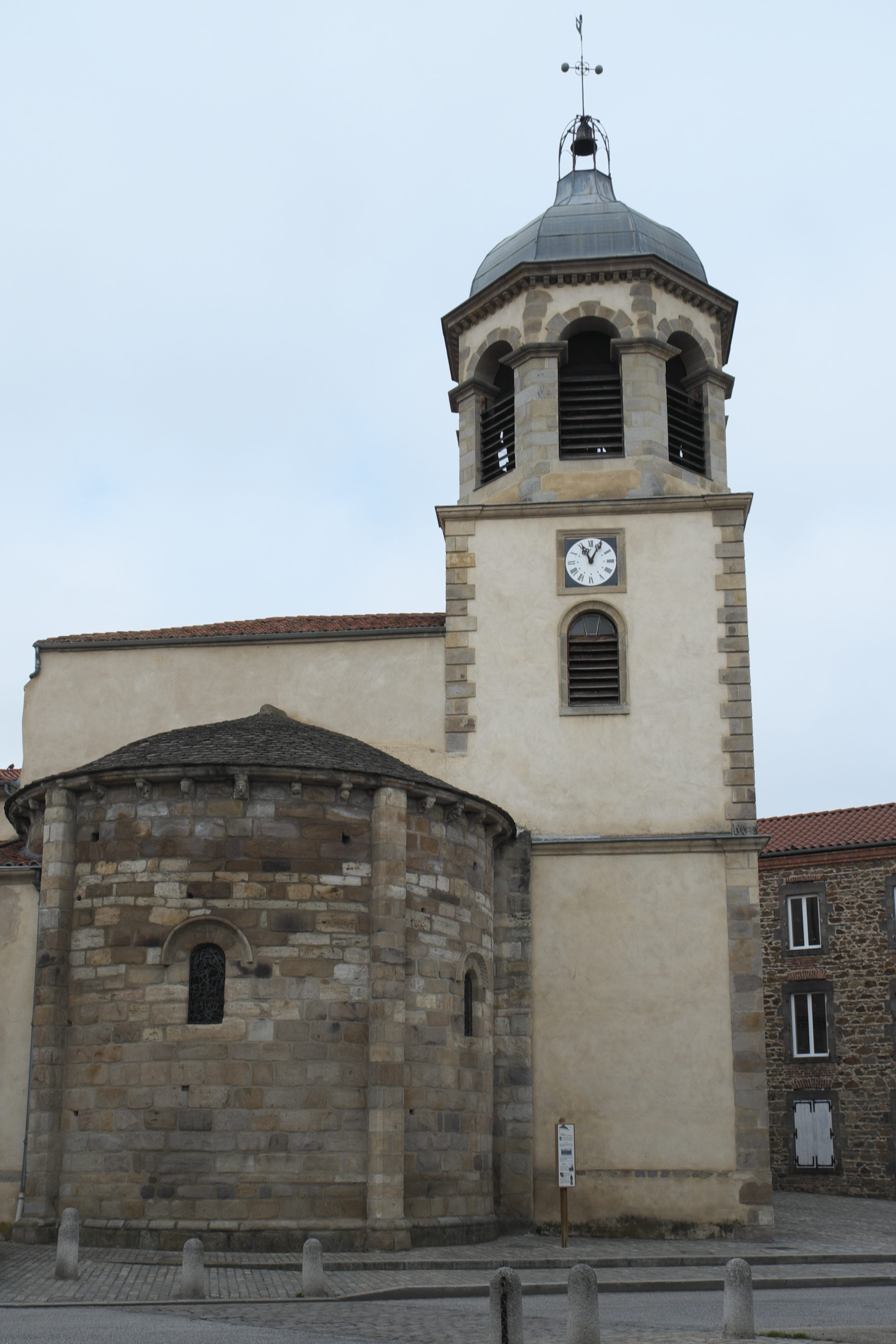
Kerk Saint-Géraud